# Francesco Sforza di Santa Fiora
Francesco Sforza (ur. 6 listopada 1562 w Parmie, zm. we wrześniu 1624 w Rzymie) – włoski kardynał.

## Życiorys
Urodził się 6 listopada 1562 roku w Parmie, jako syn Sforzy Sforzy i Cateriny de’ Nobili. Odebrał wykształcenie wojskowe od Ottavia Farnese, a następnie studiował m.in. retorykę, łacinę i filozofię moralną. W młodości poślubił siostrę Franciszka Medyceusza i zaciągnął się do służby wojskowej we Flandrii, gdzie jego dowódcą był jego kuzyn, Aleksander Medyceusz. Król Filip II Habsburg mianował go dowódcą wojsk hiszpańskich. Sforza miał dwoje nieślubnych dzieci: Caterinę i Sforzino. Po śmierci żony, postanowił wstąpić na służbę kościelną. 12 grudnia 1583 roku został kreowany kardynałem diakonem i otrzymał diakonię San Giorgio in Velabro. W 1591 roku mianowano go legatem w Romanii, a jego głównym zadaniem było wykorzenienie bandytyzmu, co udało mu się osiągnąć w ciągu sześcioletniej działalności. W latach 1600–1617 był protodiakonem. W 1614 roku przyjął święcenia kapłańskie, a 13 listopada 1617 roku został podniesiony do rangi kardynała prezbitera i otrzymał kościół tytularny San Matteo in Merulana. W latach 1617–1618 był protoprezbiterem. 5 marca 1618 roku podniesiono go do rangi kardynała biskupa i nadano diecezję suburbikarną Albano. 1 maja tego samego roku przyjął sakrę. Od 1623 roku do śmierci pełnił funkcję subdziekana Kolegium Kardynalskiego. Według różnych źródeł, zmarł 2, 9 albo 11 września 1624 roku w Rzymie.